# A960 Godetia (1966)
De A960 Godetia was een commando en logistiek ondersteuningsschip van de Belgische marine. Op 7 december 1965 werd het schip op de Boelwerf in Temse te water gelaten en aldaar door mevrouw Moyersoen gedoopt. Het peterschap werd aanvaard door de stad Oostende.
De A960 Godetia was het eerste van de twee gebouwde steunschepen.
Het half-zusterschip van de Godetia is de A961 Zinnia. Ze werd al in 1993 uit dienst genomen.
Het motto van de Godetia was "More Majorum" (Volgens de gewoonte van de voorouders)

## Historiek
De A960 was genoemd naar de K226 HMS Godetia, een korvet van de 'flower'-klasse. Dat schip was tijdens de Tweede Wereldoorlog door Belgische zeelieden bemand.

## Opdrachten
De A960 kon verschillende opdrachten uitvoeren:
- commandoplatform voor de MCM-vloot, omvattende o.a. een planningzaal voor MCM-operaties, multimediamiddelen, middelen voor al dan niet vertrouwelijke communicatie en meerdere (intra)netwerken.
- logistieke steun, waaronder verschillende herstellingsateliers, een operatiekamer, een tandartskabinet en een helikopterdek voor lichte helikopters (zoals de Alouette III) met hangar
- levering van brandstof, water en levensmiddelen in grote hoeveelheden aan de MCM-vloot

## Buiten dienst
De A960 Godetia werd op 2 juli 2021 buiten dienst gesteld.
Gearriveerd in de Haven van Gent op haar laatste trip op 15 september 2021 rond 16h00 waar het zal afgebroken worden op de werf van Galloo. 

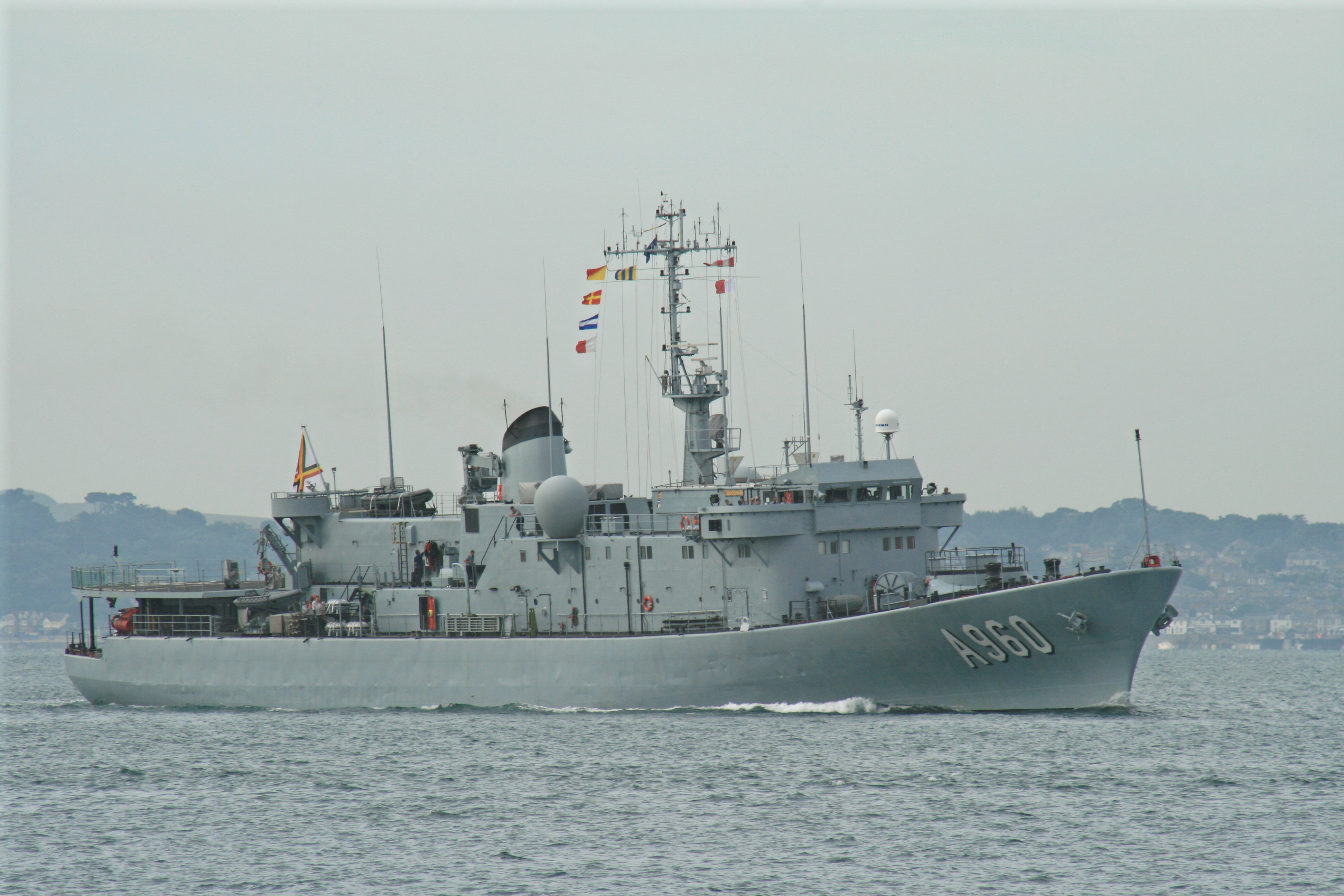
BNS Godetia
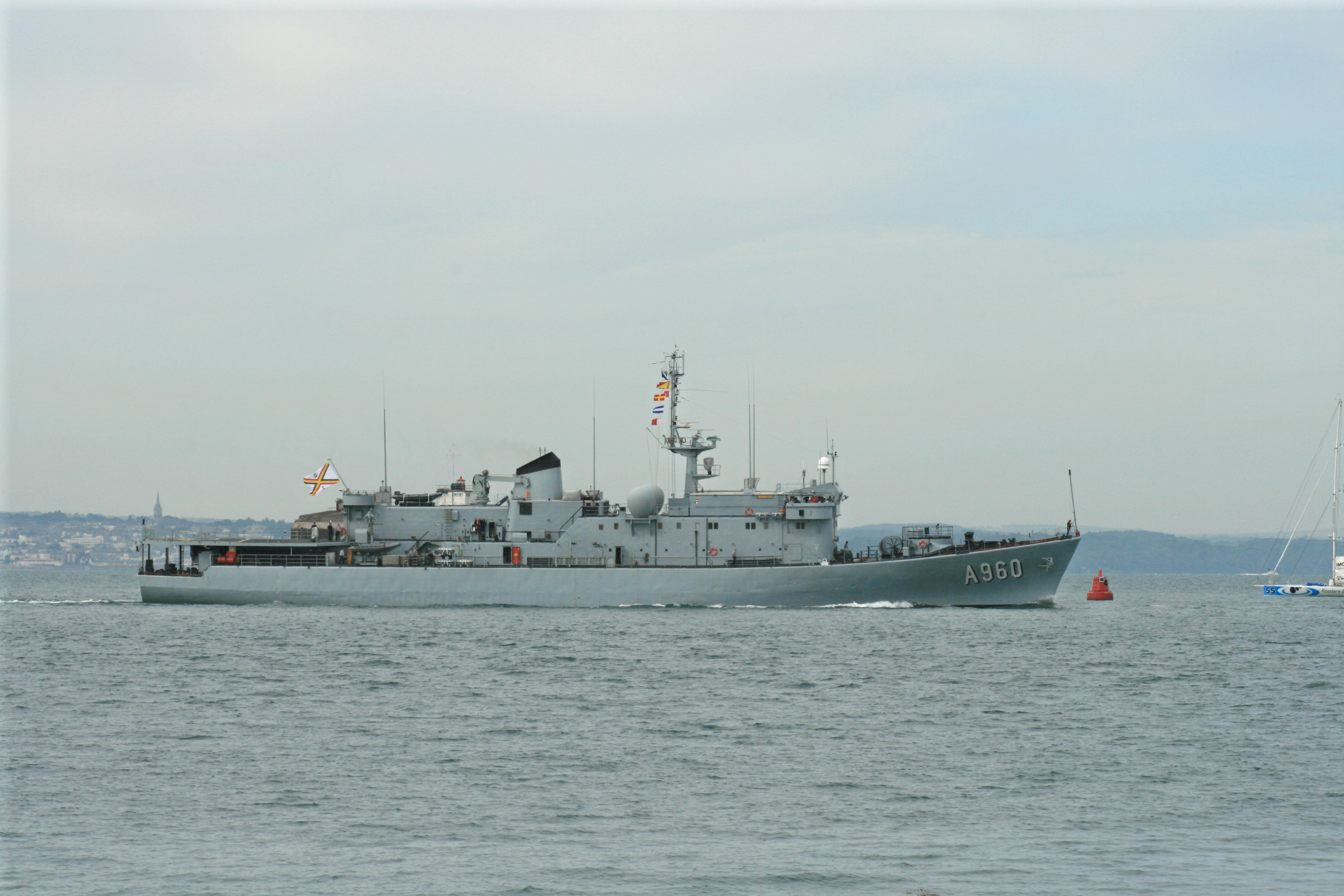
BNS Godetia